# Manolo Rodríguez Alfonso
Manuel Rodríguez Alfonso (Cangas de Morrazo, Pontevedra, España, 22 de diciembre de 1947), conocido como Manolo, es un exfutbolista español que se desempeñaba como defensa.
Es el jugador con más partidos disputados en la historia del Real Club Celta.

## Trayectoria
Manolo empezó en los equipos infantiles del Barreras y el Callao hasta que, con quince años, pasó al equipo juvenil del Real Club Celta de Vigo en el cual en la Temporada 64/65 llega brillantemente a la final del Campeonato Nacional de Juveniles donde cae derrotado ante el Athletic Club.
En el Año 65/66 volvería a proclamarse Subcampeón de España, esta vez del Campeonato de Selecciones Regionales, integrando el equipo gallego.
A los 18 años Manolo pasa a ser futbolista profesional del Real Club Celta de Vigo, cuyos colores defiende durante 16 años consecutivos, en los que juega 466 partidos en liga y 73 de Copa, lo que convierte en el jugador que más partidos ha jugado en la historia del club.
En 16 ocasiones defendió la camiseta nacional, alineándose con la selección española en sus categorías de juvenil, Sub-21, Sub-23 y olímpica.
También fue suplente en Cagliari con la Selección Nacional Absoluta.
Con el Real Club Celta jugó 2 partidos internacionales, con carácter oficial correspondientes ambos a la Copa de la UEFA.
A pesar de su posición en el centro de la defensa, marcó 20 goles en competiciones ligueras. 
Después de retirarse fue secretario técnico del Celta de Vigo; dejó el puesto al final de la temporada 1989/90 por discrepancias con el presidente.

## Clubes
| Club                | País   | Año       |
| ------------------- | ------ | --------- |
| R. C. Celta de Vigo | España | 1966-1982 |